# ダウン統監
ダウン統監（ダウンとうかん、英語: Lord Lieutenant of Down）は、イギリスの官職。統監の1つで、ダウン県を担当する。1831年首席治安判事（アイルランド）法（Custos Rotulorum (Ireland) Act 1831）により、Governor職を置き換える形で設立され、ダウン首席治安判事も兼任する。1921年に北アイルランドが成立した後も引き続き任命されている。

## 一覧
- 1831年10月7日 – 1845年4月12日：第3代ダウンシャー侯爵アーサー・ヒル[2]
- 1845年5月17日 – 1864年：カースルレー子爵フレデリック・ステュアート（のち第4代ロンドンデリー侯爵）[2]
- 1864年4月13日 – 1902年2月12日：第5代ダファリン＝クランボイ男爵フレデリック・ハミルトン＝テンプル＝ブラックウッド（のち初代ダファリン伯爵、初代ダファリン＝エヴァ侯爵）[2]
- 1902年4月16日 – 1915年2月8日：第6代ロンドンデリー侯爵チャールズ・ヴェーン＝テンペスト＝ステュアート（英語版）[2]
- 1915年9月8日 – 1949年2月11日：第7代ロンドンデリー侯爵チャールズ・ヴェーン＝テンペスト＝ステュアート（英語版）[2]
- 1949年6月2日 – 1959年：第4代キルモリー伯爵フランシス・ニーダム（英語版）[2]
- 1959年3月10日 – 1962年8月18日：ローランド・ニュージェント（英語版）（のち初代準男爵）[2]
- 1962年9月25日 – 1979年：第6代クランウィリアム伯爵ジョン・ミード[2]
- 1979年10月2日 – 1990年：ウィリアム・ノーマン・ブラン[2]
- 1990年8月17日 – 1996年：ウィリアム・スティーブン・ブラウンロー（英語版）[2]
- 1996年10月10日 – 2009年8月1日：ウィリアム・ジョセフ・ホール（英語版）[2][3]
- 2009年8月25日 – 2021年9月25日：デイヴィッド・リンジー[3][4]
- 2021年9月26日 – ：ゴーン・ウィリアム・ローワン・ハミルトン[4]